# Мате Тамаш Кох
Мате Тамаш Кох (17 вересня 1999 , Будапешт ) — угорський фехтувальник на шпагах, олімпійський чемпіон Олімпійських ігор 2024 року, чемпіон світу.

## Виступи на Олімпіадах
| Олімпіада  | Дисципліна          | Місце |
| ---------- | ------------------- | ----- |
| Париж 2024 | індивідуальна шпага | 17    |
| Париж 2024 | командна шпага      | 1     |